# Milagros (kommun i Spanien, Kastilien och Leon, Provincia de Burgos, lat 41,59, long -3,68)
Milagros är en kommun i Spanien.   Den ligger i provinsen Provincia de Burgos och regionen Kastilien och Leon, i den centrala delen av landet, 130 km norr om huvudstaden Madrid. Antalet invånare är 505.